# Visnaga daucoides
Ammi visnaga
Espèce
Visnaga daucoides ou Ammi visnaga, en français Ammi visnage, Herbe-aux-cure-dents, Herbe-aux-gencives ou Ammi cure-dent, est une espèce de plantes à fleurs de la famille des Apiaceae et du genre Visnaga. C'est une plante herbacée annuelle ou bisannuelle originaire du sud de l'Europe, d'Afrique du Nord et du Moyen-Orient.

## Taxonomie
L'espèce est décrite en premier par le Suédois Carl von Linné en 1753, qui la classe dans le genre Daucus sous le basionyme Daucus visnaga. L'Allemand Joseph Gärtner en 1788 la classe dans le genre Visnaga sous le nom binominal Visnaga daucoides, et le Français Jean-Baptiste de Lamarck la classe dans le genre Ammi sous le nom Ammi visnaga en 1779. Le nom correct fait débat entre Visnaga daucoides Gaertn.,,, et Ammi visnaga (L.) Lam.,,.

### Synonymes
Visnaga daucoides a pour synonymes :
- Ammi dilatatum St.-Lag., 1880[1],[2]
- Ammi visnaga (L.) Lam., 1779[1],[2]
- Ammi visnaga var. longibracteatum Zohary[2]
- Apium visnaga (L.) Crantz, 1767[1],[2]
- Carum visnaga (L.) Koso-Pol.[2]
- Daucus laevis Salisb., 1796[1],[2]
- Daucus visnaga L., 1753[1],[2]
- Carum visnaga (L.) Koso-Pol.[2]
- Sium visnaga (L.) Stokes, 1812[1],[2]
- Visnaga vera Raf.[2]

### Noms vulgaires et vernaculaires
En plus de ses noms recommandés ou typiques « Ammi cure-dents » et « Ammi visnage », l'espèce est appelée aussi en français « Carotte cure-dent », « Fenouil annuel »,, « Herbe aux cure-dents »,,, « Herbe aux gencives »,,, « Petit ammi ».

## Description

### Appareil végétatif

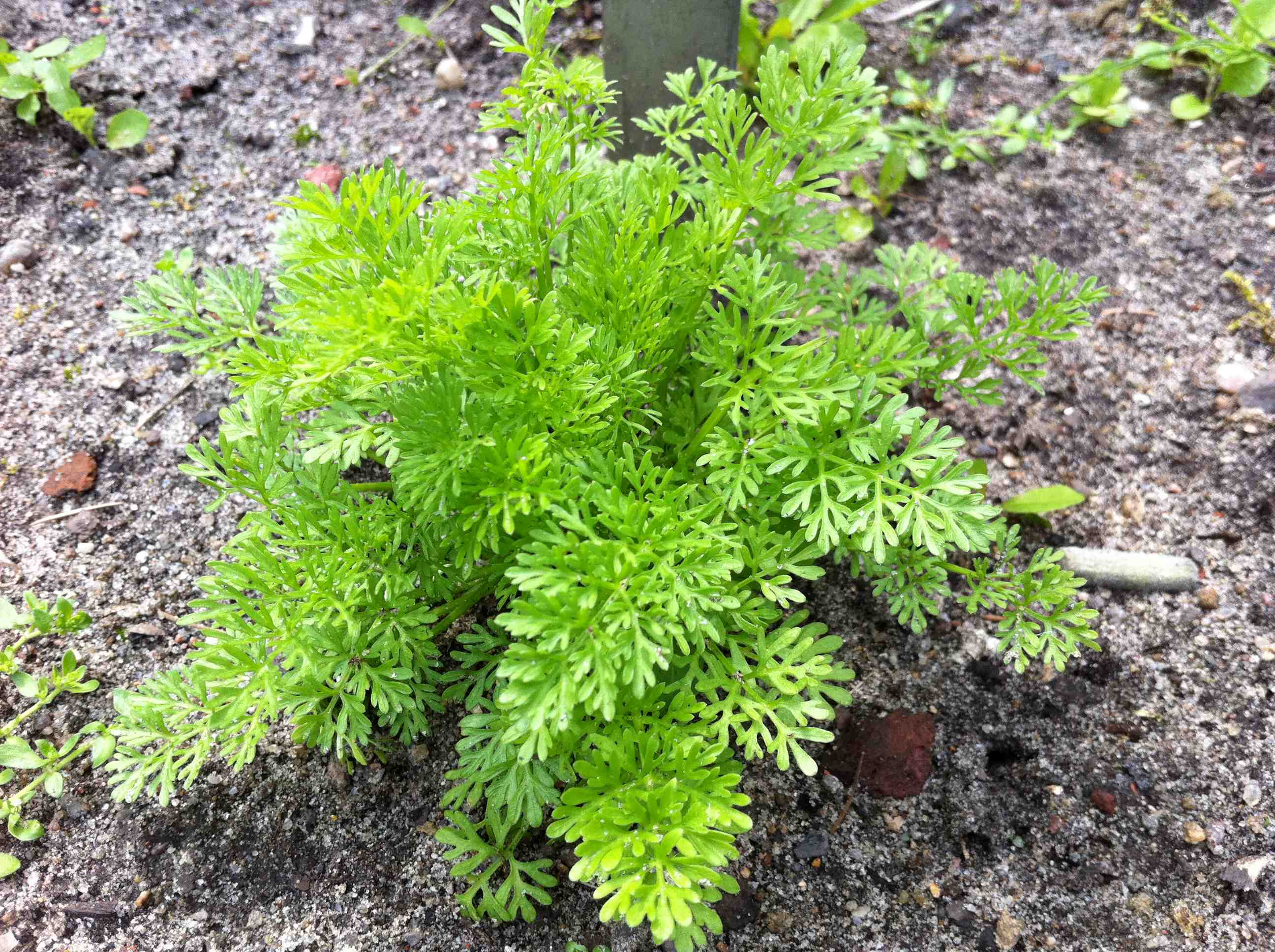
État végétatif.

C'est une plante annuelle ou bisannuelle de 20–80 cm, voire un mètre, glabre et verte, à racine pivotante ; la tige est robuste, sillonnée au sommet, rameuse, toute couverte de feuilles ; les feuilles sont toutes bi-tripennatiséquées, à segments linéaires, canaliculés, entiers, non cartilagineux aux bords.

### Appareil reproducteur
Les ombelles, de diamètre 6–10 cm, sont à rayons très nombreux, épaissis et connivents après la floraison, insérés sur un réceptacle dilaté en disque à la maturité ; l'involucre est étalé ou réfléchi, à folioles divisées en lanières linéaires-filiformes. Les dents du calice sont peu visibles, minuscules, d'environ 0,2 mm. Les pétales sont blancs, les sépales invisibles. Les ombellules ont de nombreuses bractées filiformes et sétacées. Le fruit est petit, ovale, long de 2–2,5 mm et large de 1–1,5 mm. Le carpophore est entier. La plante fleurit de mai à juillet.

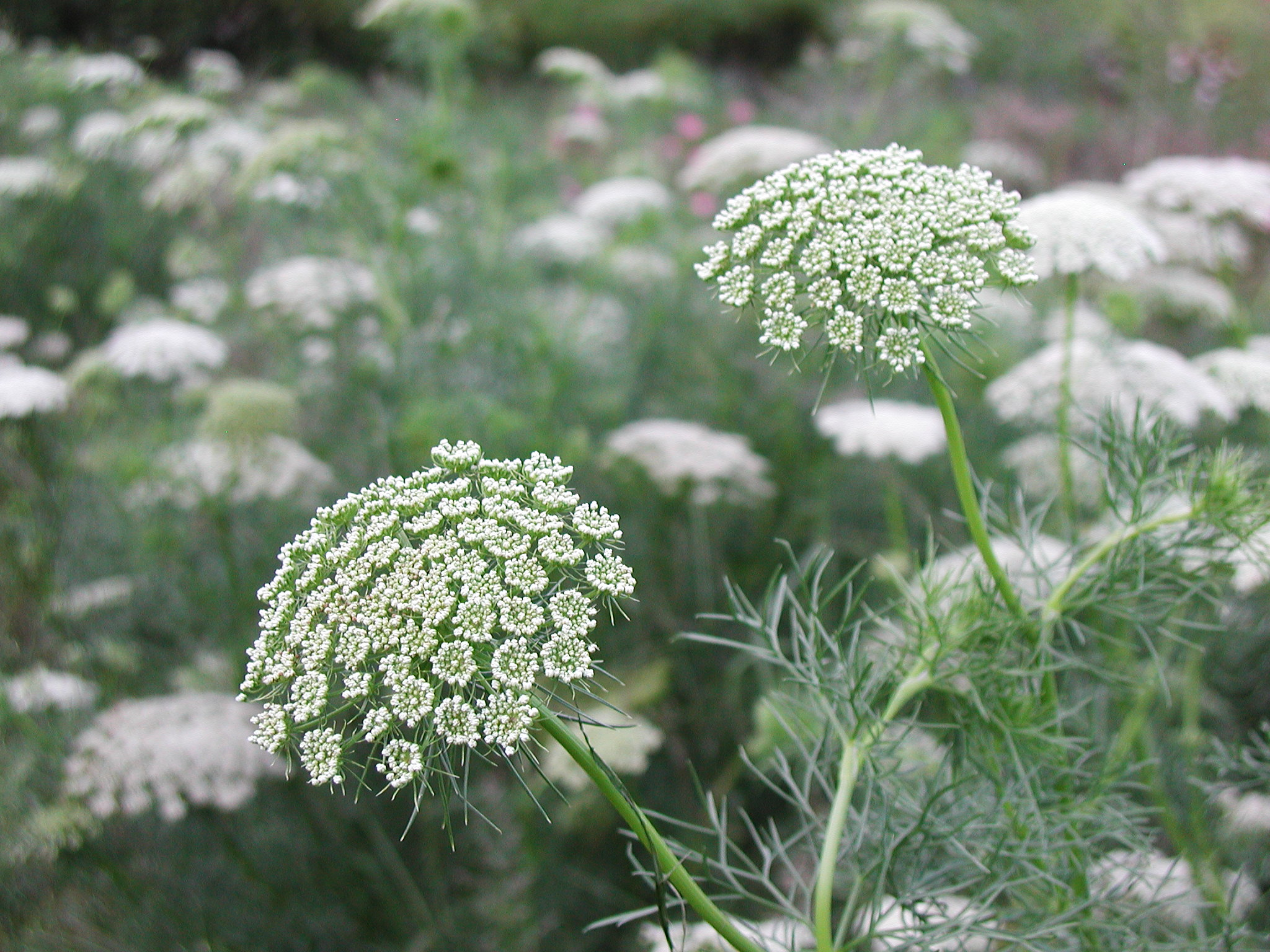
Ombelles.
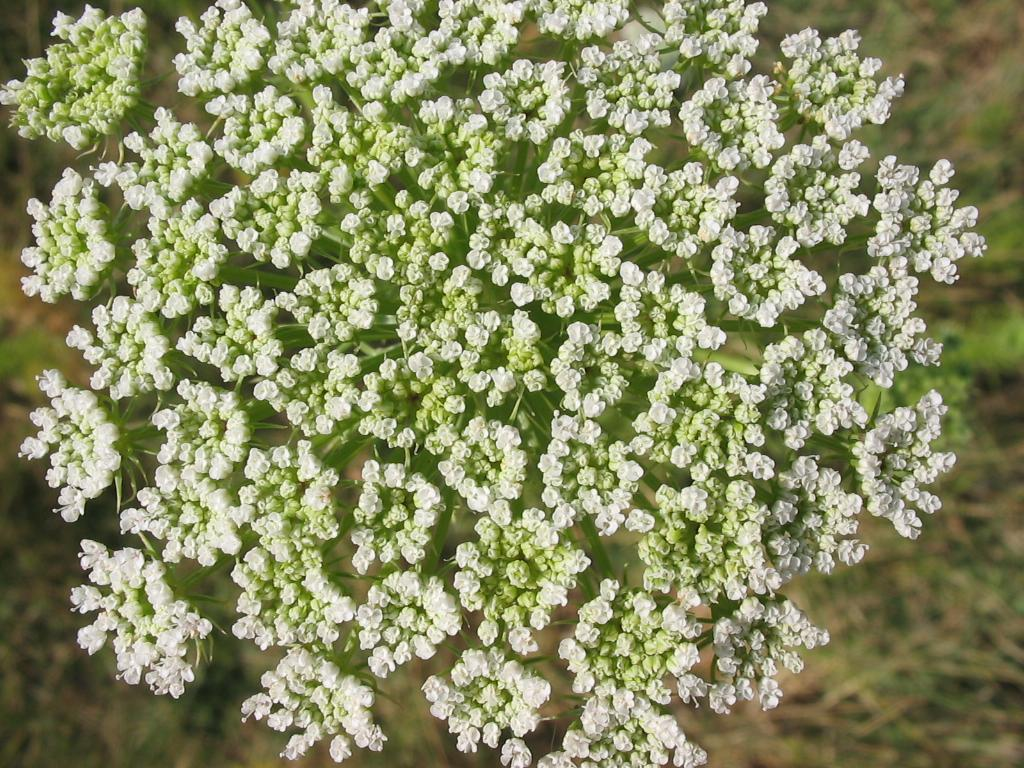
Ombelle vue du dessus.
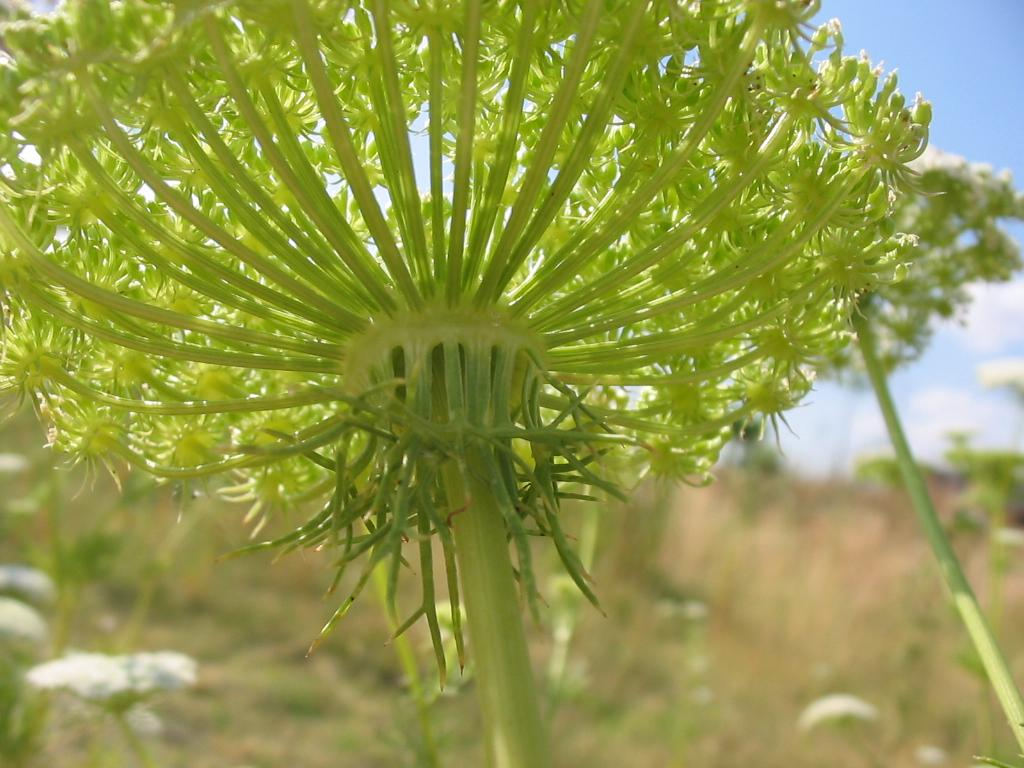
Ombelle vue du dessous, avec les rayons bien visibles.
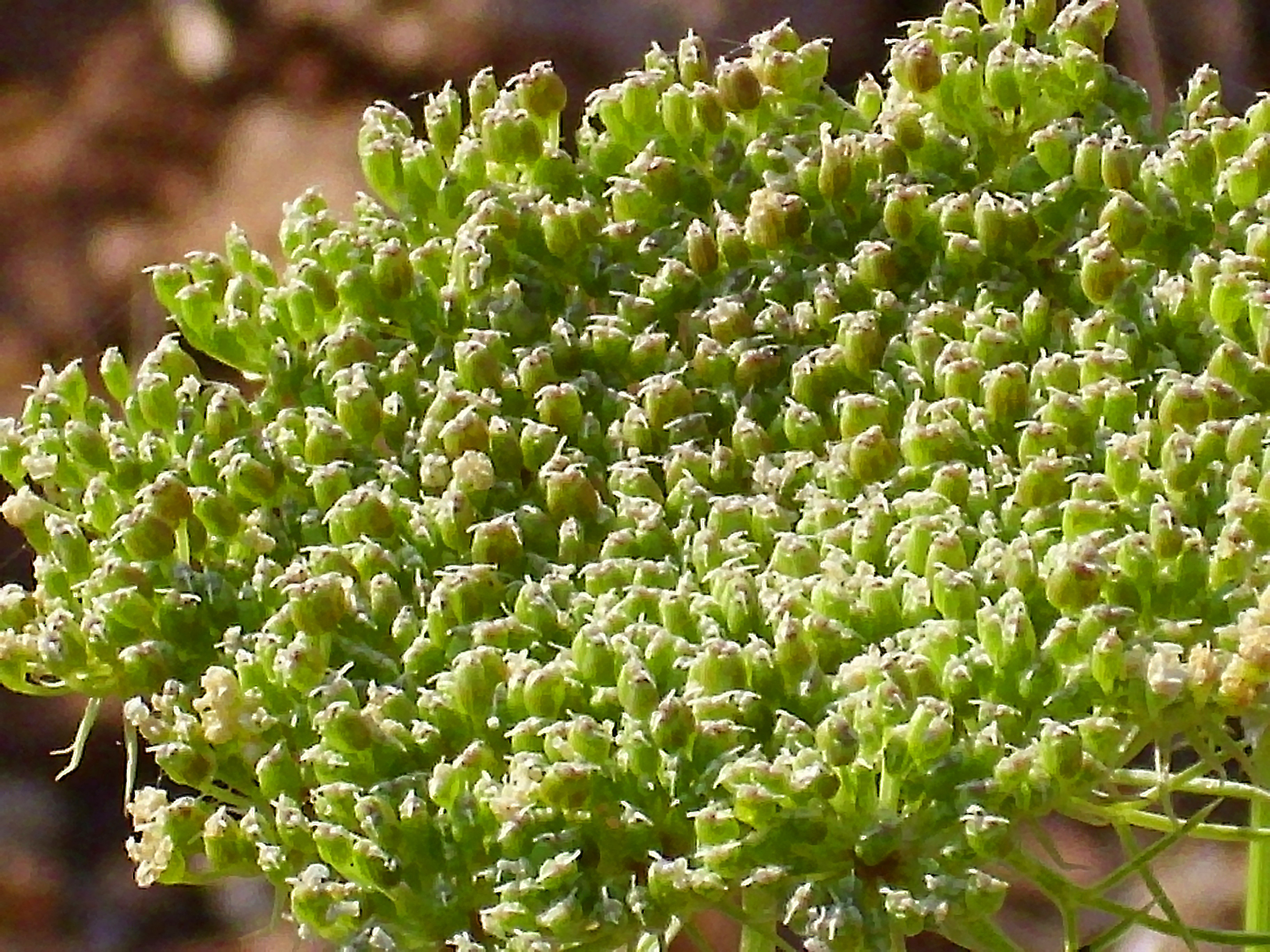
Ombelle en fruits.

## Habitat et écologie
C'est une plante messicole et rudérale, qui pousse dans les friches, pâtures et cultures argileuses, nitrophiles, thermophiles, estivales, mésohydriques.

## Répartition
Cette espèce est originaire du sud de l'Europe, d'Afrique du Nord et du Moyen-Orient. Elle a été introduite en Grande-Bretagne, Chine, Pakistan, Amérique du Sud et du Nord.

## Menaces et conservation
L'espèce est classée « en danger critique d'extinction » (CR) en Aquitaine et « espèce vulnérable » en Midi-Pyrénées et Rhône-Alpes.

## Composants
Les constituants principaux des fruits sont des furanochromones (2–4 %) : khelline (0,3–1,2 %), visnagine (0,05–0,3 %), khellol, khellinol, etc. et des pyranocoumarines angulaires (0,2–0,5 %) : visnadine, samidine, dihydrosamidine. Les fruits contiennent en outre des lipides (jusqu'à 18 %), des furanacétophénones, des flavonoïdes (flavonols et sulfates de flavonols) et 0,2–0,3 ml.kg−1 d'huile essentielle.
La khelline est un spasmolytique qui fut utilisée en prévention de l'angine de poitrine. La visnadine dilate les coronaires. Un dérivé de la khelline est la base de l'amiodarone, un médicament anti-arythmique toujours utilisé.

## Utilisations

### Plante médicinale
La plante était utilisée dans l'Égypte antique pour traiter l'asthme et les calculs rénaux.
La drogue constituée par les fruits est spasmolytique ; elle agit particulièrement sur les muscles lisses des bronches, du tractus gastro-intestinal, du système urogénital et les coronaires (elle est coranodilatatrice). Elle est aussi diurétique. Le principe actif essentiel, la khelline, est maintenant extrait des fruits et disponible sous forme de comprimé pour l'insuffisance coronarienne ou l'asthme. Mais sa toxicité à long terme l'a fait abandonner dans les pays développés.
La drogue a été aussi utilisée pour traiter le psoriasis. Les anciens Égyptiens frottaient les plaques de peau rouge qui desquamaient, probablement le psoriasis, avec la plante et s'exposaient ensuite au soleil.
Au Maroc, les décoctions d'ombelles de Khella sont traditionnellement prescrites pour les soins de bouche, les maux de dents, le diabète, les palpitations ; les préparations à partir des graines sont traditionnellement prescrites pour décongestionner la prostate.
Les rayons de l'ombelle, durcis à maturité, servent de cure-dents dans certaines régions du monde (Maroc)[réf. nécessaire].

### Plante ornementale
Visnaga daucoides peut être cultivée comme plante ornementale. Il existe plusieurs cultivars : 'Green Mist' à fleurs vertes, 'Casablanca' à grandes ombelles, 'Compact White' qui est vigoureux, 'The Giant' qui est spectaculaire.